# Европейски езици
Повечето от езиците в Европа принадлежат към индоевропейското езиково семейство. Друго голямо семейство е на угро-финските езици. От тюркското езиково семейство също са представени в Европа. Северно- и южнокавказките семейства са важни в югоизточния край на географска Европа. Баският език е изолат, а малтийският език е единственият национален език в Европа, който е семитски.
Този списък не включва езици, говорени от сравнително пристигнали имигрантски общности.

## Карти
| Европейски езици            | Европейски езици  |
| --------------------------- | ----------------- |
|                             |                   |
| Азбука                      | Исторически Карти |
|                             |                   |
| Родословно дърво на езиците |                   |
|                             |                   |